# LA 컨피덴셜
《LA 컨피덴셜》(영어: L.A. Confidential)는 1997년에 개봉한 영화이며 1990년에 나온 제임스 엘로이의 동명소설을 영화화하였다. 71회(1998년) 아카데미 시상식에서 9개 부문(작품상, 감독상, 여우조연상, 각색상, 편집상, 촬영상, 음향상, 음악상, 미술상)에 후보에 올랐고 이 중에서 여우조연상(킴 베이싱어)와 각색상을 수상하였다.

## 배역
- 케빈 스페이시 - 잭 빈센스
- 러셀 크로 - 버드 화이트
- 가이 피어스 - 에드 엑슬리
- 제임스 크롬웰 - 스미스 반장
- 킴 베이싱어 - 린 브래켄
- 데이비드 스트러세언 - 패쳇
- 맷 매코이 - 브렛 체이스
- 론 리프킨
- 대니 드비토
- 짐 메츨러
- 폴 길포일
- 다렐 샌딘
- 토마스 아라나
- 데보라 카
- 버지니아 메이오
- 마릴린 먼로 - 본인 역 (자료화면)
- 제인 러셀
- 프랭크 시나트라

## KBS 성우진 (2000년 2월 19일)
- 김승준 - 에드 엑슬리(가이 피어스)
- 홍시호 - 버드 화이트(러셀 크로)
- 장광 - 잭 빈센스(케빈 스페이시)
- 송도영 - 린 브래켄(킴 베이싱어)
- 조동희 - 시드 힛핀스(대니 드비토)
- 이완호 - 스미스 반장(제임스 크롬웰)
- 윤병화 - 패쳇(데이비드 스트러세언)
- 김병관 - 경찰국장(존 메이혼)
- 정기항 - 검사장(론 리프킨)
- 유만준 - 스텐(그레이엄 백켈)
- 김준 - 콜린스(제레미아 버켓)
- 정옥주 - 라나 터너(브렌다 바크) / 수잔의 어머니(그웬더 디콘)
- 임성표 - 타이(카 워싱턴)
- 김태웅 - 자니(파올로 세건티) / 기자(밥 클렌드닌)
- 박규웅 - 맷(사이먼 베이커)
- 홍승섭 - 부경감(잭 콘리)
- 이선 - 수잔(암버 스미스) / 아이네스(마리솔 파딜라 산체즈)
- 이원준 - 경찰(마이클 맥클리리)